# Bistrica (Sofia)

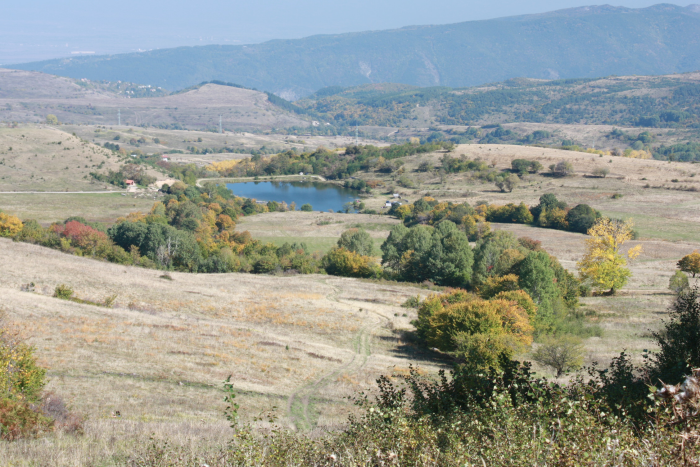
Veduta del sentiero turistico tra Bistrica e Železnica

Bistrica (in bulgaro Бистрица?, traslitterazione anglosassone Bistritsa) è un villaggio di circa 4 700 abitanti della municipalità di Pančarevo, in Bulgaria, situato 15 km a sud della capitale Sofia.

## Geografia antropica
Bistrica è uno dei villaggi più antichi del massiccio della Vitoša. Il suo nome compare su alcune mappe del Secondo impero bulgaro come sede di una fortezza. Vi si trova un monastero medievale, distrutto dall'esercito ottomano nel periodo tra il 1393 e il 1396. Dal 1936 al 1946 la chiesa del monastero fu ricostruita. In questo periodo fu scoperta una tomba del periodo medievale, che era stata trafugata: rimaneva solo una moneta di rame risalente all'impero di Ivan Šišman (1371-1395). Vi si trova un čitalište intitolato a San Zar Boris, risalente al 1909.
Bistrica è sede delle Bistrica Grannies, ensemble folkloristico composto da anziane donne, dalle loro figlie e dalle loro nipoti, classificato come tesoro vivente dall'UNESCO.

## Sport
Vi ha sede la squadra di calcio del Vitoša Bistrica.